# Time Killers
Time Killers è un videogioco arcade picchiaduro a incontri sviluppato nel 1992 da Incredible Technologies e pubblicato da Strata. Nel 1996 fu pubblicato per Sega Mega Drive dalla Black Pearl Software, una sussidiaria della THQ. Il videogioco è considerato il predecessore di BloodStorm.

## Trama
Otto personaggi da differenti epoche storiche si affrontano tra di loro per sfidare il Tristo Mietitore e conquistare l'immortalità.

## Modalità di gioco
Il videogioco presenta elementi simili a Mortal Kombat. Il giocatore può scegliere uno dei seguenti otto personaggi:
Thuggcavernicolo armato di ascia in pietra
Liefvichingo armato di ascia da battaglia
Wülfcavaliere armato di spada
Musashisamurai armato di due spade
Rancidribelle armato di motosega
Orioncacciatore di taglie spaziale
Matrixmilitare, unica donna tra i protagonisti del gioco
Mantazzalieno